# 카사블랑카 (칠레)
카사블랑카(스페인어: Casablanca)는 칠레 발파라이소 주 발파라이소 현의 코무나이다.

## 같이 보기
- 콜차과현
- 칠레 와인